# Zoutvlakte

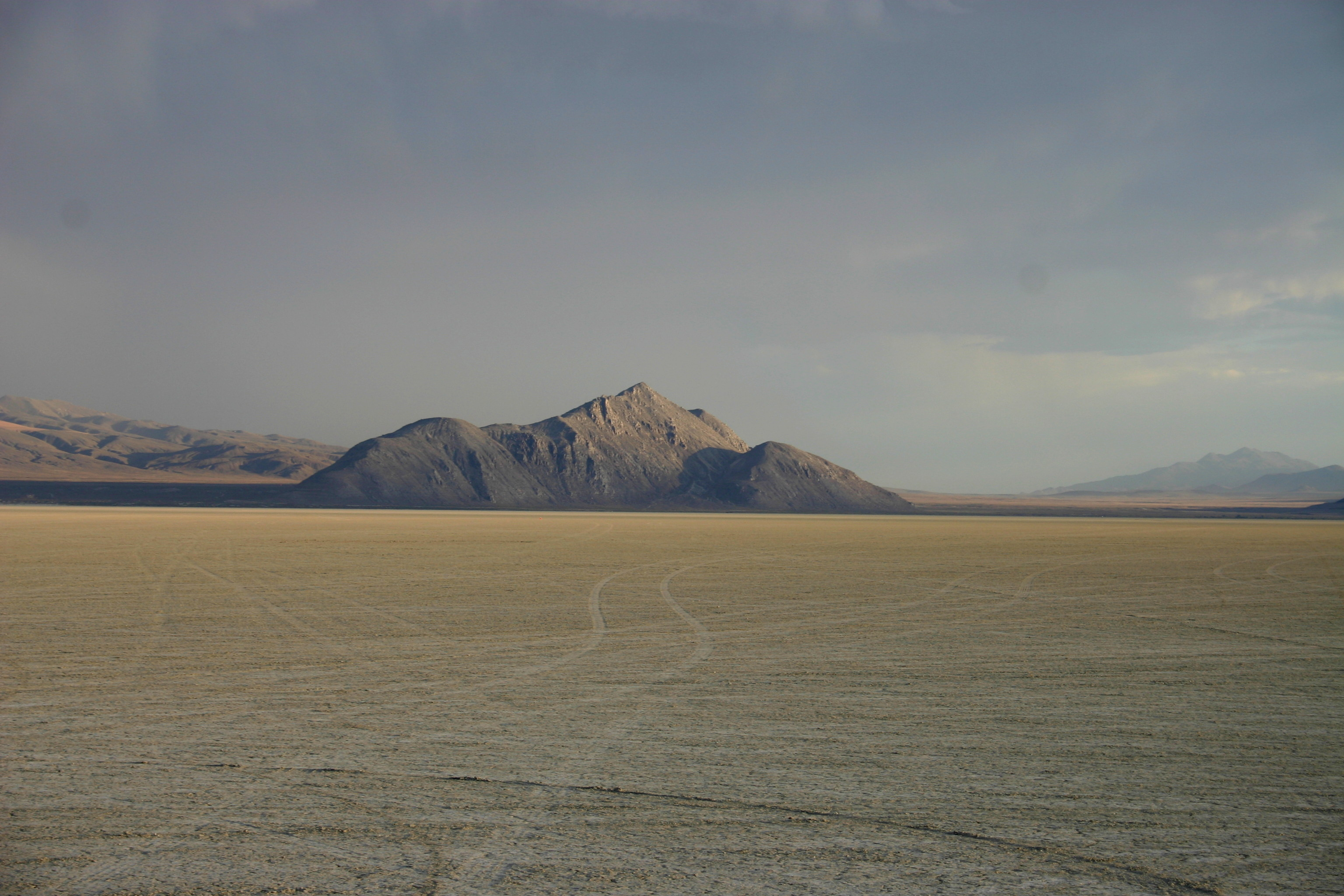
Black Rock Desert zoutvlakte

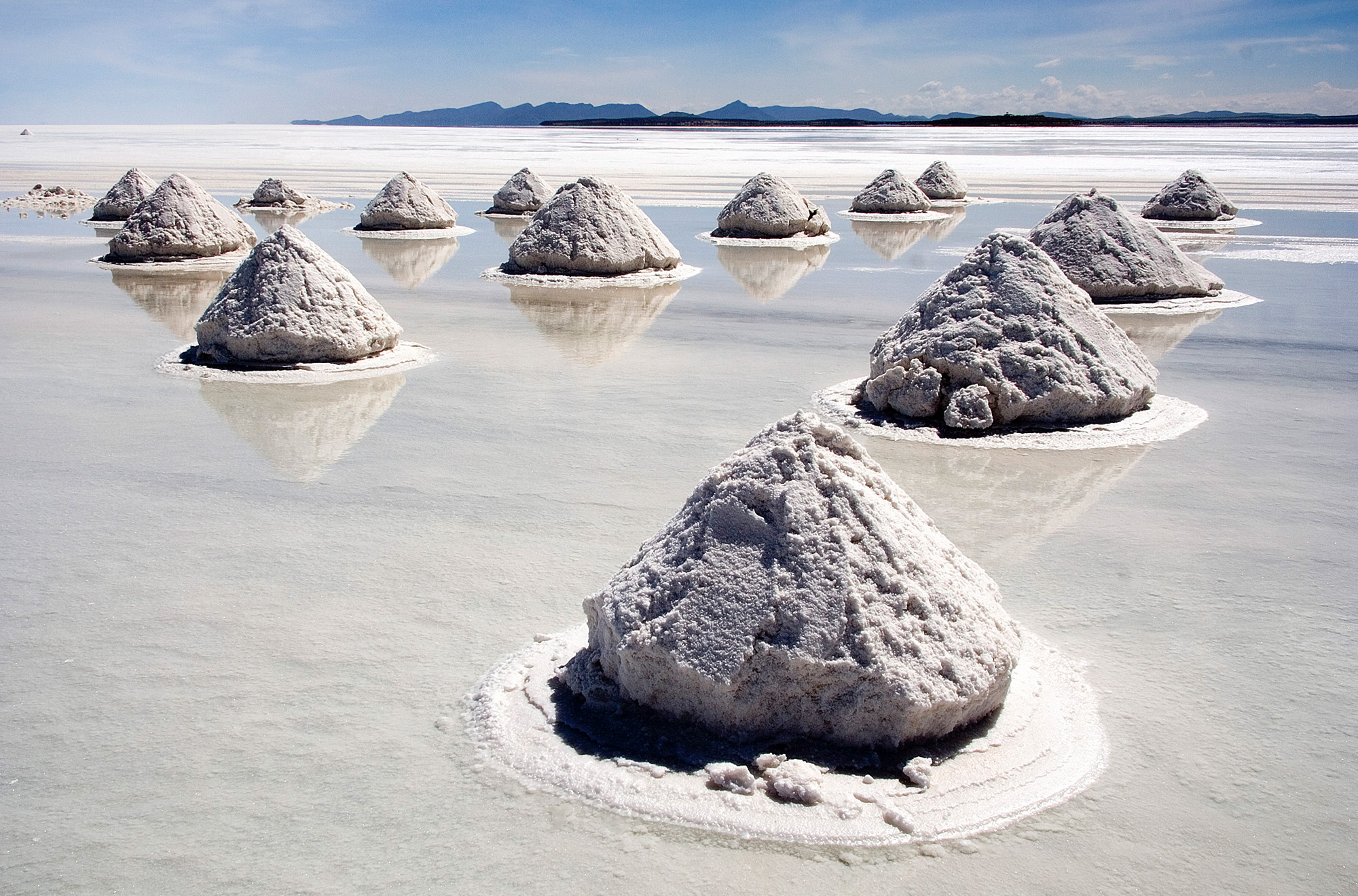
Salar de Uyuni (Bolivia)

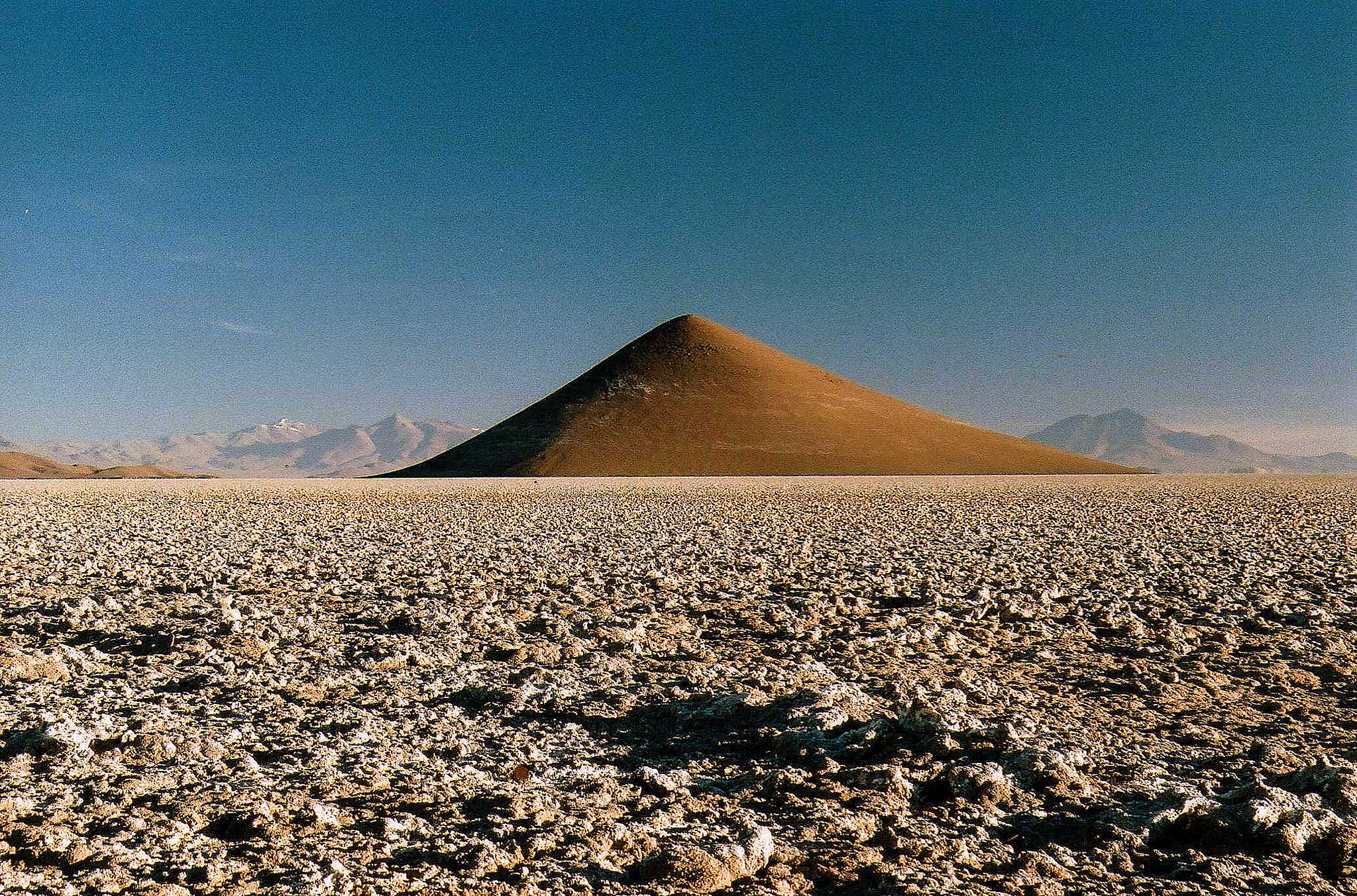
Cono de Arita, Salar de Arizaro (Argentinië)

Een zoutvlakte of playa is een droge bodem van een tijdelijk meer in een droog gebied. Het is een vlak bed met een egale korst van klei en verschillende zouten, waaronder haliet, borax en andere mineralen.

## Ontstaan
Tijdens een zware regenbui in een woestijn bestaat er een kans dat er zoveel water valt, dat het een bassin bereikt. Meestal is de hoeveelheid neerslag niet genoeg om een meer te vormen. Het water zinkt snel in het alluvium van het bassin. Tijdens uitzonderlijk zware regenbuien kan er echter zo veel water vallen, dat er wel een meer ontstaat.
Het zout op de bodem ontstaat als volgt. Het regenwater dat afstroomt naar het bassin lost onderweg mineralen op. Als het meer is ontstaan, verdampt het water. De mineralen verdampen echter niet en blijven liggen op de droge bodem van het meer. Naarmate dit vaker gebeurt accumuleert er zich steeds meer klei en zout op de bodem. Er ontstaat dan een zoutvlakte of playa.

## Ecologie
Hoewel er op de zoutvlakte zelf geen vegetatie is, wordt een zoutvlakte wel vaak omringd door zoutminnende planten, zoals de melde. Deze planten vormen voedsel voor vee of herbivoren in het algemeen.

## Gebruik
Sommige van de mineralen van een zoutvlakte kunnen voor industriële doeleinden worden gebruikt. Soms worden zoutvlaktes dan ook ontgonnen.
Omdat zoutvlakten zo vlak en egaal zijn, worden ze soms ook gebruikt als racebaan om dragraces op te rijden. Zo zijn er op de zoutvlakten Black Rock Desert in Nevada en de Bonneville-zoutvlakte in Utah meermalen wereldsnelheidsrecords op land verbroken. 
Zoutvlakten die zich niet regelmatig vullen met water worden soms ook gebruikt om landingsbanen voor vliegvelden op aan te leggen. Voorbeelden hiervan zijn Edwards Air Force Base en Area 51.